# 谷木恭平
谷木 恭平（たにき きょうへい、1945年11月12日 - ）は、北海道札幌市中央区出身の元プロ野球選手（外野手）・コーチ。

## 来歴・人物

### プロ入りまで
北海高では2年次の1962年、中堅手として甲子園に春夏連続で出場。春の選抜では1回戦で御所工に敗退するが、夏の選手権では準々決勝に進み、伊藤久敏投手を擁する久留米商と対戦。先発した3年生エース松谷栄司が5回に負傷退場し、同期の吉沢秀和が急遽リリーフするが、9回に3点を取られ逆転負け。他のチームメートに1年上の中村之保遊撃手がいた。
3年次の1963年には春の選抜で吉沢の好投もあって準決勝に進み、優勝候補の早実にサヨナラ勝ち。決勝では下関商の池永正明に抑えられ0-10で大敗するが、初めて準優勝旗が津軽海峡を越えることとなった。谷木は1試合5盗塁の大会記録を含む9盗塁をマークし、この大会で谷木が出塁すると、応援席から「ゴー!ゴー!谷木」コールが出るなど類いまれな盗塁能力を有していた。同年夏の南北海道大会でも決勝に進出するが函館工に敗退、2年連続での春夏出場を逸する。
高校卒業後は1964年に立教大学へ進学し、1年次の同年春季の慶大戦で渡辺泰輔がリーグ初の完全試合を記録した際の立大の2番・中堅手であった。東京六大学リーグでは2年次の1965年秋季に首位打者を獲得。3年次の1966年春季では槌田誠・小川亨らと共に7年ぶりの優勝を飾り、4年次の1967年には全日本学生選抜にも選ばれた。リーグ通算90試合出場、302打数65安打、打率.215、3本塁打、27打点。ベストナイン1回。
1967年のドラフトで大洋ホエールズから10位指名を受けるが入団を拒否し、大学卒業後の1968年に富士製鐵室蘭へ入社。1969年の都市対抗では北海道拓殖銀行に補強され、チャンスメーカーとして活躍。準々決勝に進出するが、電電関東の若宮秀雄に完封を喫した。

### 現役時代
1972年のドラフト3位で中日ドラゴンズに入団。既に27歳で2人の子持ちであったが、谷木はドラフト前の1972年夏に家業を継ぐため新日鐵を退社しており、指名時点では無所属であった。また、社会人在籍時に指名されなかったことについては、1967年のドラフトで、既に富士鐵入りが内定していた谷木を大洋が強行指名したため、当時の富士鐵のマネージャーであった小野秀夫とプロ側の関係が一時的に悪化したことが影響したといわれる。なお、入団時点での27歳という年齢は、ドラフト制度施行以後に入団した野手では、当時金博昭の28歳に次ぐ高齢記録であった。
即戦力として期待されたが、1年目の1973年は結果を残すことができなかった。2年目の1974年は開幕一軍入りするが、結果を残せず一時二軍落ち。だが、6月に一軍に復帰すると、19日の対巨人戦で負傷退場した井上弘昭の代役として活躍したことをきっかけに、不振のジミー・ウィリアムと入れ替わる形で2番・中堅手に定着。特に巨人戦では打率.389をマークし、2本のサヨナラ安打を放つなど、20年ぶりのリーグ優勝に攻守にわたって貢献。同年のロッテとの日本シリーズでも代打、守備固めが中心ながら全試合に出場し、最終第6戦では2番打者として先発し1安打を放った。同年に発売された燃えよドラゴンズ!では「2番谷木が送りバント〜」と歌われているが、初版の歌詞の通りに2番打者の送りバント後に3番打者がタイムリーを打ったことは1974年、一度も記録されていない。ただし、バントが不得意だったわけではなく、上記の6月19日の対巨人戦では、同点の9回一死無走者の場面で倉田誠から絶妙のセーフティーバントを決め、続く大島康徳のサヨナラ本塁打に繋げるなど、小技を効果的に使ったプレーも多かった。谷木は1番打者であった高木守道が亡くなった際、「『1番高木が塁に出て、2番谷木が送りバント～』。こう歌われたのは、私の一生の誇りだ。」と語っている。1976年には7月から1番打者に定着、74試合に先発出場を果たし、規定打席には届かなかったが打率.285の好記録を残す。1977年は、ジーン・マーチンが外野手に回り、ウィリー・デービスの新入団もあって定位置を失うが、1978年は藤波行雄と併用され、1番・中堅手として活躍。同年は54試合に先発し打率.280を記録したが、その後は出場機会が減り、1980年限りで現役を引退。

### 引退後
引退後は1981年に帰郷しておでん専門店「一平」を経営する傍ら、中日の北海道担当スカウトを務め、1993年には日本野球連盟北海道技術委員に就任。1994年から1995年には現場に復帰し、一軍外野守備・走塁コーチも務めた。10.8決戦当日の試合後は悔しくて眠れず、明けて翌9日午前5時過ぎに「ゴルフへ行こう」という高木の誘いに二つ返事で乗った。翌日の早朝には高木と岐阜県内のゴルフ場にオープン前ながら2人で独占し、コースで野球の話は一切出なかったが、谷木は既に辞任表明をしていた。ゴルフ後には高木邸で食事となったが、娘がひと言「谷木さんは札幌に帰るの?」と谷木に聞いた時、間髪入れずに高木は「帰るわけがないじゃないか」と言って、事実上の留任宣言となった。
退団後の1996年7月29日には苫小牧市営緑ヶ丘野球場で「社会人・プロ野球交歓試合」として横浜二軍と巨人二軍が北海道選抜と対戦した際、その前日の同28日に稲川誠（大学、社会人の先輩）・村井英司と共に道の選手を指導した。この試合は苫小牧市の協力とイースタン・リーグで来道した横浜二軍と巨人二軍の好意で実現したもので、社会人とプロの試合は、道にとっては1942年以来54年ぶり、全国でも1946年以来50年ぶりであり、日本野球連盟としては設立以来初のことであった。成績は北海道選抜が、横浜二軍と巨人二軍を相手に連勝した。
2012年1月1日付で北翔大学監督に就任し、それに先立つ2011年11月に「一平」を閉店。以後は指導者に専念していたが、2014年の秋季リーグで2部降格となり、監督を退任。
監督退任後に就任した部長も現在は退任している。

## 詳細情報

### 年度別打撃成績
| 年 度     | 球 団     | 試 合 | 打 席 | 打 数 | 得 点 | 安 打 | 二 塁 打 | 三 塁 打 | 本 塁 打 | 塁 打 | 打 点 | 盗 塁 | 盗 塁 死 | 犠 打 | 犠 飛 | 四 球 | 敬 遠 | 死 球 | 三 振 | 併 殺 打 | 打 率 | 出 塁 率 | 長 打 率 | O P S |
| --------- | --------- | ----- | ----- | ----- | ----- | ----- | -------- | -------- | -------- | ----- | ----- | ----- | -------- | ----- | ----- | ----- | ----- | ----- | ----- | -------- | ----- | -------- | -------- | ----- |
| 1973      | 中日      | 44    | 76    | 69    | 10    | 9     | 0        | 0        | 1        | 12    | 3     | 5     | 2        | 0     | 0     | 7     | 1     | 0     | 10    | 0        | .130  | .211     | .174     | .384  |
| 1974      | 中日      | 86    | 214   | 190   | 26    | 52    | 10       | 3        | 2        | 74    | 14    | 5     | 6        | 6     | 0     | 16    | 0     | 2     | 32    | 6        | .274  | .337     | .389     | .726  |
| 1975      | 中日      | 96    | 132   | 114   | 20    | 29    | 5        | 1        | 3        | 45    | 8     | 4     | 5        | 3     | 0     | 14    | 1     | 1     | 24    | 1        | .254  | .341     | .395     | .736  |
| 1976      | 中日      | 116   | 341   | 316   | 40    | 90    | 16       | 2        | 2        | 116   | 15    | 9     | 7        | 6     | 1     | 16    | 0     | 2     | 38    | 4        | .285  | .322     | .367     | .689  |
| 1977      | 中日      | 117   | 175   | 153   | 32    | 36    | 6        | 1        | 4        | 56    | 14    | 6     | 3        | 0     | 0     | 19    | 1     | 3     | 32    | 0        | .235  | .331     | .366     | .697  |
| 1978      | 中日      | 105   | 286   | 243   | 38    | 68    | 13       | 1        | 5        | 98    | 21    | 10    | 3        | 3     | 0     | 39    | 0     | 1     | 26    | 2        | .280  | .382     | .403     | .785  |
| 1979      | 中日      | 112   | 222   | 196   | 31    | 46    | 6        | 1        | 3        | 63    | 10    | 9     | 3        | 5     | 0     | 17    | 0     | 4     | 38    | 4        | .235  | .309     | .321     | .630  |
| 1980      | 中日      | 61    | 107   | 96    | 9     | 25    | 5        | 0        | 1        | 33    | 8     | 0     | 3        | 3     | 0     | 7     | 0     | 1     | 22    | 0        | .260  | .317     | .344     | .661  |
| 通算：8年 | 通算：8年 | 737   | 1553  | 1377  | 206   | 355   | 61       | 9        | 21       | 497   | 93    | 48    | 32       | 26    | 1     | 135   | 3     | 14    | 222   | 17       | .258  | .330     | .361     | .691  |

### 背番号
- 9 （1973年 - 1980年）
- 89 （1994年）
- 85 （1995年）